# Markis Kido
Markis Kido, född 11 augusti 1984 i Jakarta, död 14 juni 2021 i Tangerang på Java, var en indonesisk idrottare som tog guld i badminton tillsammans med Hendra Setiawan vid olympiska sommarspelen 2008 i Peking.

## Olympiska meriter

### Olympiska sommarspelen 2008
| Namn                            | Gren   | 32-delsfinal | 16-delsfinal | 8-delsfinal                             | Kvartsfinal                      | Semifinal                                 | Final                                      | Final |
| Namn                            | Gren   | Resultat     | Resultat     | Resultat                                | Resultat                         | Resultat                                  | Resultat                                   | Plats |
| ------------------------------- | ------ | ------------ | ------------ | --------------------------------------- | -------------------------------- | ----------------------------------------- | ------------------------------------------ | ----- |
| (1) Markis Kido Hendra Setiawan | Dubbel |              |              | Guo och Xie (CHN) W 22-20, 10-21, 21-17 | Koo och Tan (MAS) W 21-16, 21-18 | Rasmussen och Passke (DEN) W 21-19, 21-17 | (2) Fu och Cai (CHN) W 12-21, 21-11, 21-16 |       |